# Ludvig 4. (Tysk-romerske rige)
 For alternative betydninger, se Ludvig 4.. (Se også artikler, som begynder med Ludvig 4.)
Ludwig 4. af Bayern af Wittelsbach (født 1. april 1282, død 11. oktober 1347) var hertug af Bayern fra 1302, konge fra 1314, den ubestridte leder af det Tysk-Romerske rige fra 1322 og kejser fra 1328. Han var kejser til sin død i 1347.

## Forældre
Ludwig af Bayern var søn af hertug Ludvig 2. af Bayern og Matilde af Habsburg datter af kejser Rudolf 1. af Tyskland.

## Valdemar Atterdag
Den senere danske konge Valdemar Atterdag tilbragte det meste af sin barndom og ungdom ved Ludwig af Bayerns hof, efter at hans far, Christoffer 2., blev drevet ud af Danmark i 1326 af Grev Gerhard af Holsten.